# لوکا ماتی
لوکا ماتی (انگلیسی: Luca Mattei؛ زادهٔ ۱۰ نوامبر ۱۹۶۴) بازیکن فوتبال اهل ایتالیا است.
از باشگاه‌هایی که در آن بازی کرده‌است می‌توان به باشگاه فوتبال فیورنتینا، باشگاه فوتبال اودینزه، باشگاه فوتبال پیزا، باشگاه فوتبال کومو، و باشگاه فوتبال وارزه اشاره کرد.